# Formule chromosomique
La formule chromosomique correspond à la notation du résultat d'un caryotype.

## Structure globale
La formule commence par le nombre de chromosomes, puis comporte une virgule dont la signification est dont, puis le symbole des gonosomes présents et enfin les symboles décrivant les chromosomes anormaux.

## Nombre de chromosomes apparents
La formule chromosomique commence par la mention du nombre de chromosomes apparents. Ce nombre ne prend pas en considération le matériel génétique, mais uniquement le nombre de chromosomes, que leur taille soit normale ou anormale et ne peut donc que faire partie du groupe des entiers naturels.
Exemples : 44 ou 45 ou 46 ou 47 ou 48 ou 50

## Énumération des autosomes anormaux
- translocation ex t(21,11)
- translocation robertsonnienne der(21)t(21;21)

### Termes
- add = Addition d'un matériel d'origine inconnue
- del = Délétion
- de novo = Anormalité chromosomique qui n'est pas transmise de façon héréditaire
- der = Chromosome dérivé
- dic = Dicentrique
- dupl = Duplication
- fra = Site fragile
- idic = Chromosome isodicentrique
- ins = Insertion
- inv = Inversion
- i or iso = Isochromosome
- mar = Chromosome marqueur
- mat = Origine maternelle
- Signe moins (-) = Perte
- mos = Mosaïque
- p = Bras court du chromosome
- pat = Origine paternelle
- Signe plus (+) = Gain
- q = Bras long du chromosome
- r = Anneau chromosomique
- rcp = Réciproque
- rea = Réarrangement
- rec = Chromosome recombiné
- rob = Translocation Robertsonnienne
- t = Translocation
- tel = Telomere (fin du bras de chromosome)
- ter = Fin terminale du chromosome
- upd = Disomie uniparentale
- ? = Incertain

## Exemples
- Formule chromosomique normale d'une femme :de [46, 2xsub] [46, XXsubsanguin] les chromosomes sont ditraptéiques, car deux identiques.
- Formule chromosomique normale d'un homme :de [46, 1xsub]'[46, 1y sub][46, XYsutsanguin]' les chromosomes sont unidraptéiques car ils diffèrent.
- Formule chromosomique d'un homme atteint du syndrome de Down : [47, Xy, +21] (47 chromosomes avec le N° 21 en triple
- etc.